# ブラック・ウィドウ (マーベル・コミック)
ブラック・ウィドウ（Black Widow）は、マーベルコミックスより出版されるコミック作品に登場する複数の架空のスーパーヒロインの名称である。キャラクターの多くはマーベルの主要なシェアード・ワールドであるマーベル・ユニバースに登場する。

## クレア・ヴォヤン
クレア・ヴォヤン（Claire Voyant）は、コミック界において初めてコスチュームを着てスーパーパワーを持った女性主人公の1人であった。ライターのジョージ・カピタンとアーティストのハリー・シャーレによって想像された彼女は『Mystic Comics』第4号（1940年8月）で初登場した。キャラクターはアンチヒーローであり、主人であるサタンに魂を捧げるために悪人を殺害するので時にはヴィランのように描写された。後のマーベル・コミックス作品に登場する同名のコードネームを有するスーパーヒロイン達とは無関係である。

## ナタリア・ロマノヴァ / ナターシャ・ロマノフ
ナタリア・アリアノヴナ・"ナターシャ"・ロマノヴァ（Natalia "Natasha" Alianovna Romanova）は、現代のメインストリームのマーベル・コミックス作品でブラック・ウィドウというコードネームを使った最初のキャラクターである。彼女はエディター兼プロッターのスタン・リー、スクリプターのドン・リコ、アーティストのドン・ヘックにより創造され、『Tales of Suspense』第52号（1964年4月）で初登場した。キャラクターはアベンジャーズ、ディフェンダーズ、チャンピオンズ、S.H.I.E.L.D.、サンダーボルツといったマーベル・ユニバースのスーパーヒーローチームと関連した。彼女はコミック以外のメディアでも多く登場し、映画『アイアンマン2』、『アベンジャーズ』、『キャプテン・アメリカ/ウィンター・ソルジャー』、『アベンジャーズ/エイジ・オブ・ウルトロン』、『シビル・ウォー/キャプテン・アメリカ』、『アベンジャーズ/インフィニティ・ウォー』ではスカーレット・ヨハンソンが演じた。

## ヤレナ・ベラーヴァ
ヤレナ・ベラーヴァ（Yelena Belova）は、現代のメインストリームのコミックでの2人目のブラック・ウィドウであり、『Inhumans』第5号（1999年3月）で小登場した。彼女の本格的な登場は1999年のマーベル・ナイツのミニシリーズ『Black Widow』であった。2001年に続けて発行された2本目の『Black Widow』ではナターシャ・ロマノフとデアデビルが登場した。翌年には大人向けのインプリントであるマーベルMAXで全3号のミニシリーズ『Black Widow: Pale Little Spider』でソロで描かれた。2002年6月から8月にかけてライターのグレッグ・ルッカとアーティストのアイガー・コーディが執筆したストーリー展開では、2代目の「ブラック・ウィドウ」になる物語が回想として描かれた。

## モニカ・チャン
モニカ・チャン＝フューリー（Monica Chang-Fury）は、アルティメット・マーベルの世界における2代目ブラック・ウィドウであり、『Ultimate Comics: Avengers』で登場した。アジア系アメリカ人であり、ニック・フューリーの元妻である。
アベンジャーズ参加時、彼女は他のメンバーと共にキャプテン・アメリカを再捕獲するミッションに参加し、その際にレッドスカルと戦った。彼女はまたパニッシャーを捕らえ、チームに引き入れた。彼女はチームのアクティブメンバーとしてミッションに参加した。後にニュー・アルティメッツに転属し、S.H.I.E.L.D.の秘密（これは実はグレゴリー・スタークの陰謀であった）を知るとかつてのチームメイトたちと戦った。その後フューリーがS.H.I.E.L.D.の長官に復帰し、アルティメッツを再編すると、モニカはチームに加わり、彼女（とフューリー）の息子のジュリアス・チャンと共にトリスケリオンに移った。さらにその後は大統領となったキャプテン・アメリカによりS.H.I.E.L.D.の長官に任命された。彼女はヒドラの脅威に対抗するためにフューリーとアビゲイル・ブランドに「ハウリング・コマンドーズ」を再起動する許可を与えた。

### アース616
マーベルのメインストリームであるアース616では『Avengers A.I.』でモニカ・チャンが登場した。
モニカ・チャンはS.H.I.E.L.D.のA.I.課のチーフである。彼女はディミトリオスを阻止するためにヘンリー・ピムを呼び、彼らはドゥームボット、ヴィクター・マンチャ、 ビジョンらから成るアベンジャーズA.I.を結成した。チームの最初のミッションはアトランタの病院を攻撃したハイジャックされたS.H.I.E.L.D.の無人機の停止であった。第4号にて彼女はムスリムであったことが明かされた。

## MCU版
現在のところ『マーベル・シネマティック・ユニバース』（MCU）には、ナターシャ・ロマノフと、エレーナ・ベロワがブラック・ウィドウとして登場しており、両者とも“レッドルーム”出身の女スパイ“ウィドウ”であったことは共通している。
ナターリア・アリアノーヴナ・“ナターシャ”・ロマノフ / ブラック・ウィドウ（初代）（Natalia Alianovna "Natasha" Romanova / Black Widow［1st］）
演 - スカーレット・ヨハンソン、レイク・ベル（『ホワット・イフ...?』）
日本語吹替 - 佐古真弓、米倉涼子、樋口あかり
初代ブラック・ウィドウ。レッドルーム離反後には“S.H.I.E.L.D.”に属し、“アベンジャーズ”結成時からのメンバーであり、共同リーダーも務めた。
エレーナ・ベロワ / ブラック・ウィドウ（2代目）（Yelena Belova / Black Widow［2nd］）
演 - フローレンス・ピュー
日本語吹替 - 田村睦心
2代目ブラック・ウィドウ。現世代のウィドウとして着々と任務をこなす日々を送っていたが、レッドルーム壊滅後にはヴァレンティーナ・アレグラ・デ・フォンテーヌと仕事上の契約を結ぶ。

### ツール・ビークル
本項では、ナターシャとエレーナ以外のウィドウズが行使するものについても記述する。
ウィドウズ・バイト（Widow's Bite）
ウィドウズの基本装備である万能リストバンド。両腕に装備し、起動させると発光する。3万ボルトの電気ショックをスタンガンのように押し当てる機能を持ち、グラップルワイヤーやテイザー・ディスクの射出機能・暗号化された非公開の周波数で無線の送受信を安全に行う通信機能も有する。
ナターシャ用
ナターシャが使用するウィドウズ・バイト。アベンジャーズ加入後にトニー・スターク/アイアンマンによってコントロールインターフェイスが取り付けられるなどのアップグレードが施され、より強力な電撃を離れた場所の相手に向けて放つことも可能となった。
レッドルーム製
エレーナや現世代のウィドウズが行使するウィドウズ・バイト。発光色と電撃が赤く、ドレイコフから送信されたウィドウの破棄プログラムによって暴発する機能も搭載されており、ブダペストで重傷を負ったイングリッドは、ドレイコフによってこれを頭部左側を打たれて絶命する。
ナターシャもレッドルームとドレイコフとの決戦の際にメリーナ・ヴォストコフから借り受けて装備・駆使する。
テイザー・ディスク（Taser Disk）
ナターシャが行使する掌大の放電ディスク。手投げ弾のように投擲し、標的を放電・気絶させる。
“ハマー・インダストリーズ”本社工場で複数の警備員らに放ってあしらったほか、“インサイト計画”の際にはアレクサンダー・ピアースに着けさせられた“生体認証バッジ”を一時的にショートさせるために、ナターシャ自らこのディスクで感電し、ピアースに隙を作る。
バトン
2本の近接格闘戦用警棒。
トニー・スターク製
ナターシャが行使するトニーによって開発されたバトン。ユニフォームやウィドウズ・バイトと同様に青く発光し、グローブで充電され、6つのヒットポイントで打撃を加えた相手に4.5ミリアンペアで最大30万ボルトの電気ショックを流し、その威力は“ウルトロン・セントリー”を一振りで破壊するほど強力である。
レッドルーム製
エレーナや現世代のウィドウズが行使する関節付きのバトン。軽量で耐久性が高く、ピッケルへの変形機能や、2本を長棍に変える連結・伸長機能を有しており、この武器の一突きでドレイコフらが搭乗した輸送機のティルトローターを破壊した。ナターシャもレッドルームとドレイコフとの決戦の際に携行した。
トンファー
ナターシャがライプツィヒ・ハレ空港での戦いに投入した一対のワンド。グリップハンドルは磁力性を備えており、棒身には伸縮機能と電気ショック機能を備え、クリント・バートン/ホークアイ（初代）との白兵戦で使用するが、特殊機能は使用せずに終わる。
長棍
ナターシャが“ワカンダ”での戦いに投入した戦棍。細かいディテールが入っており、電気ショック機能のほか、2本に分離させて両手に保持することも可能である。
ワイヤー射出機
ナターシャがアントニア・ドレイコフ/タスクマスターとの初戦で使用したツール。射出したワイヤーをタスクマスターの片足に絡めて、陸橋上部に一時的に吊し上げる。
ユニフォーム
任務・戦闘時に着用する戦闘用ジャンプスーツ。腹部に巻くユーティリティベルトのバックルには“ブラック・ウィドウ”の名の由来となったクロゴケグモの体表を連想させる赤い砂時計のデザインがシンボルとして施されており、両肩にプロテクター、両大腿部にグロック26用ホルスターなどがそれぞれ装備されている。
S.H.I.E.L.D.製
ナターシャがS.H.I.E.L.D.在籍時代に着用した戦闘用ジャンプスーツで、両肩部にはS.H.I.E.L.D.のロゴワッペンが付いており、滑らかな生地でできているため敵に掴まれにくくなっている。ウェッジヒールの爪先にはキックを補強するプロテクターがあしらわれている。
ナターシャが“S.T.R.I.K.E.”と仕事をするようになると、夜間の隠密作戦用設計として敵から視認しにくいほどより滑らかなものとなった。
トニー・スターク製
アベンジャーズの一員として活動するために、トニーによって新調されたナターシャの戦闘用ジャンプスーツ。その素材はケブラー生地と伸縮性のある生地が合わさったもので、両膝には強力な外的ショックを与えるニーパッド、バックルにシンボルがあてがわれたユーティリティベルトにはスーツの充電パック、ブーツにはショックを防ぐ絶縁がそれぞれ施されており、最大の特徴はスーツ全体に電気的防御システム“ウィドウ・スティング”が張り巡らされていることであり、電流が流れるとスーツのラインが青く発光する。
ウルトロン戦後には再度新調され、ユーティリティベルトが再びシンボルとは別々のブラスバックル付きのものとなり、脛には保護用のチタニウム製装甲プレートが、ブーツには運動エネルギー反発によって跳躍力増加させるソールがあてがわれた。“アベンジャーズの内乱”後に逃亡者となってからも、このスーツを着用して活動している。
“タイム泥棒”の際には、基本イメージはそのままである新たなデザインのスーツに身を包む。
レッドルーム製
現世代のウィドウズが着用するモデルの黒一色の戦闘用ジャンプスーツ。イメージはこれまでのスーツと共通だが、両肩にプロテクターがあてがわれている。エレーナも洗脳を解かれるまで着用しており、ナターシャはレッドルームとドレイコフとの決戦の際にメリーナから譲渡されて着用して、さらに2本のバトンを挿すためのバックパックを背負う。
ホワイトスーツ
リック・メイソンがナターシャとエレーナに支給した純白の戦闘用ジャンプスーツ。両肩のプロテクター、バックルに砂時計のシンボルが施されたユーティリティベルト、両太もものホルスターなど、基調色を除く全体的なイメージはナターシャやウィドウズのジャンプスーツと共通しており、この上にナターシャは2本のバトンを挿すためのバックパックを背負い、エレーナは愛用のベストを羽織る。
このスーツを着用してナターシャとエレーナは、アレクセイの脱獄やメリーナとの再会に赴き、レッドルームとの決戦ではナターシャが着ていたものを彼女に変装したメリーナが着用する。
エレーナはウィドウたちを解放する活動でも、このスーツを着用している。
ベスト（Yelena Belova's Vest）
エレーナが愛用するグリーンの防弾ベスト。エレーナが「はじめて自分の意志で買った物」であり、収納ポケットが多数付属しているなど、エレーナによってある程度改良も施されている。
レッドルーム壊滅後、ナターシャが再び離れることになったエレーナからこのベストを譲り受け、スティーブやサムと共に行った反テロ活動や、ワカンダでのサノスの群勢との戦い、惑星“0259-S”でのサノス襲撃にまで着用する。
エレーナはレッドルーム壊滅後に行なっていたウィドウたちを解放する活動の際に、新たに入手したものを羽織っている。
ナイトビジョン
エレーナがクリント&ケイト・ビショップ/ホークアイ（2代目）や、マヤ・ロペスと三つ巴の乱戦を繰り広げた際に被っていた覆面の上から装備していた暗視ゴーグル。
ハンドガン
H&K USP&ワルサーPPK
ナターシャがハマー・インダストリーズ本社工場でサブウェポンとして所持していたハンドガン。イワン・ヴァンコ/ウィップラッシュが潜伏していた部屋への突入時に持ち構えたが、発砲せずに終わる。
グロック26
ウィドウの基本装備であるハンドガン。ナターシャは、“ニューヨーク決戦”と“ヒドラ”の襲撃部隊との戦いでは二丁、ウルトロン軍団との決戦やタイム泥棒では一丁使用。
グロック19
ナターシャが“アベンジャーズ・タワー”でウルトロンに操られた“アイアン・レギオン”群への対抗に使用。
キンバー K6s CDP
メリーナが1995年時にオハイオ州の仮住まいのキッチンキャビネットに隠していた回転式拳銃。オハイオ州脱出時にメリーナに持ち出されたが、未使用。
グロック43
ウィドウの基本装備であるハンドガン。ナターシャは、レッドルームとドレイコフとの決戦の際にメリーナから譲渡されて使用する。
グロック16（CAA Micro RONI搭載モデル）
ウィドウの基本装備である銃器。ブダペストでナターシャとエレーナの襲撃時に使用。
スナイパーライフル
L96A1 AWF
エレーナとイングリッドがタンジェでオクサナへの暗殺任務に使用した狙撃銃。
ブレイザーR93
メリーナの養豚場に置かれている狙撃銃の一丁。メリーナは養豚場にナターシャたち一行が接近してきた際に持ち構え、スコープを覗いて彼女たちの来訪に気づく。
ステアーTMP
ウィドウズがブダペストでナターシャとエレーナの追跡時に使用したマシンガン。
ハーレーダビッドソン LiveWire
ナターシャが搭乗したオートバイ。ソウルでウルトロンの追跡に運用し、スティーブ・ロジャース/キャプテン・アメリカが落とした“キャプテン・アメリカの盾”をカウルに乗せて、ソウル市内を疾走。ナターシャが相手のトラックのコンテナへ飛び移る際に、別のトラックに激突して大破する。
CCM スピットファイヤー
エレーナがブダペストの街角に駐車していた愛車。ウィドウズに追われた際に、ナターシャにハンドルを握られてしまう。

### 各作品での活躍
ナターシャについてはこちらを、エレーナについてはこちらを参照。